# Mangeur de feu
 (août 2024).
Si vous disposez d'ouvrages ou d'articles de référence ou si vous connaissez des sites web de qualité traitant du thème abordé ici, merci de compléter l'article en donnant les références utiles à sa vérifiabilité et en les liant à la section « Notes et références ».

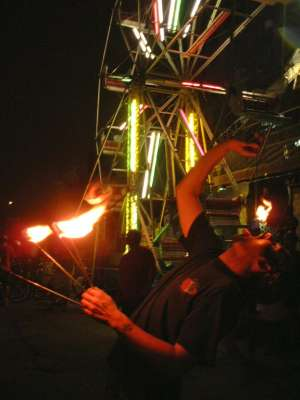
Un mangeur de feu à St Louis, MO, USA en 2004

Un mangeur de feu est un amuseur public souvent un artiste de rue ou un artiste dans un spectacle comme le cirque. Il place des objets enflammés dans sa bouche et les éteint.

## Histoire
Le mangeur de feu est une pratique de l'hindouisme, des Sadhus et des Fakirs qui montrent ainsi leur aptitude spirituelle.